# LMMS
Ne doit pas être confondu avec Learning management system (LMS).
Linux Multi Media Studio, ou LMMS, est une station audionumérique, séquenceur, synthétiseur et composeur pour GNU/Linux, Windows et MacOS. Il est une alternative libre (sous licence GNU GPL) aux programmes privateurs tels que FL Studio, Cubase ou Logic Pro.
Le logiciel LMMS est utilisé dans le cadre de la création de musique assistée par ordinateur (MAO). Il est essentiellement constitué d'une table de montage séquentiel et de piano virtuel (« éditeur de morceau ») correspondant à la chronologie du projet. L'utilisateur place sur cette table les différentes pistes dont il a besoin : des pistes instrumentales, des pistes de rythmes, et des pistes d'automation.

## Entrées-sorties
Il supporte différentes source MIDI en entrée pour la saisie, des canaux pouvant être reliés à la saisie de la musique ou aux effets. Le clavier de l'ordinateur peut également être utilisé pour la saisie.

## Séquenceurs
Le logiciel dispose pour les pistes instrumentales d'un piano virtuel semblable au « piano roll » de FL Studio, permettant de créer des mélodies, tandis que les pistes de rythmes, fonctionnent à la manière d'une boîte à rythmes, permettent de produire des lignes de percussions. Des automates peuvent être utilisés pour moduler automatiquement les effets sur les pistes via les pistes d'automation.
Des pistes dédiées à de longs échantillons sonores peuvent également être utilisés afin de mélanger des enregistrements acoustiques et musique séquentielle numérique. Les formats supportés sont : Wave (.wav), Ogg (.ogg), DrumSynth (.ds), Flac (.flac), Speex (.spx), Creative Voice file (.voc), aiff (.aif/.aiff), Au (.au) ou brute (.raw).
Il possède également un système de boîte à rythmes pouvant être utilisé au sein des morceaux ou de façon autonome.
Il est possible d'ajouter des effets via des greffons dans les différents formats supportés sur les différentes pistes.

## Échantillons sonores et synthétiseurs
Il supporte nativement les formats multi-échantillon sonore de type SoundFont (SF2), GigaFont (GIG) (ces deux formats pouvant être édités avec LinuxSampler et Gigedit) et GUS Patch (.GUS, créé pour les Gravis Ultrasound), pour les patches et banques d'instruments. L'organisation des instruments de ces banques suivent celle du format General MIDI. Il comporte également différents synthétiseurs, sous forme de plugins pré-intégrés, permettant de créer des nouveaux instruments ou de modifier la sonorité de la création sonore.

### Modules sous forme de plugins
Différents modules spécialisés dans le support des plugins sont présents, dont le module gérant les plugins d'effets (VeSTige (VST, VSTi (synthétiseurs virtuels), effets LADSPA)).

## Modules
LMMS fournit de base différents modules spécialisés. Dans tous les cas, il est possible d'ajouter des chaînes d'effets empilés, pour chaque réglage de module.

### Modules de synthétiseurs
Les modules de synthétiseurs disponible de base sont :
- BitInvader, synthétiseur de forme d'onde simple, supportant les formes d'onde sinusoïdales, triangulaires, en dents de scie, carrées, dessinée à la main (dans la vue de la forme d'onde prévue à cet effet) ou basées sur un échantillon.
- Monstro, synthétiseur à 3 oscillateurs (OSC) monstrueux, avec matrice de modulation comportant, 2 LFO (Oscillateur basse fréquence), 2 modulateurs d'enveloppe (ADSR étendu).
- OpulenZ, synthèse FM (modulation de fréquence), comportant 2 oscillateurs.
- Organic, synthétiseur additif pour son d'orgue, comportant 8 oscillateurs.
- TripleOscillator, 3 oscillateurs, supportant pour chacun d'eux, les signaux sinusoïde triangle, dent de scie, carré, bruit. dent de scie de type Moog, onde exponentielle, ou onde tirée d'un échantillon sonore. Les oscillateurs sont mixés, OSC1 + OSC2 et OSC2 + OSC3 avec la possibilité séparée pour chaque paire d'un ajustement PM, AM, FM, mix ou sync.
- SFXR, utilisant le générateur en logiciel libre à la sonorité des ordinateurs 8 bits, créé à la base pour sonoriser des jeux indépendants.
- Watsyn, synthèse de table d'onde à 4 oscillateurs, supportant les ondes sinusoïdales, triangulaires, en dents de scie, carrée, ou dessinée à la main dans la vue de la forme d'onde. Il comporte des fonctions différentes fonctions de mélange, A dans B, B dans A, amplitude, etc.
- ZynAddSubFX, utilise le générateur du même nom. Une interface spécifique au module est disponible au sein de LMMS, il est également possible d'appeler l'interface native de ZynAddSubFX depuis l'interface de ce module.

### Modules d'émulation de générateurs de sons
LMMS fournit différents modules émulant des processeurs sonores, comme FreeBoy (GameBoy), Nescaline (proche de la NES), SID (Commodore 64), LB302 (TB303)

### Modules de simulation d'instruments
Le simulateur de cordes vibrantes Vibed
Le simulateur de batterie Kicker
Le simulateur d'instrument de percussion mélodiques Mallets
Le simulateur d'orgue, Organic (voir partie modules de synthétiseurs.

### Modules d'échantillons sonores
Les différents modules spécialisés dans les échantillons sonores, sont chacun spécialisés dans certains formats de fichiers d'onde sonore et de banques de son.
- AudioFileProcessor, supporte les formes d'échantillons aux formats standards (AIFF, Au, Flac, Ogg, , raw (brut), Speex, Voc (Creative Voice file), wave, etc.) ainsi que le format de simulation d'instruments de batterie DrumSynth (.ds). Il est possible d'y ajouter différents paramètres de boucles.
- GIG Player, spécialisé dans le format GigaFont (extension .gig, parfois appelé GigaSampler), dérivé du format open DLS[4].
- FatMan, spécialisé dans le format SoundFont2 (SF2). Certaines banques de son libres permettent d'enrichir grâce à ceux-ci LMMS[5].